# Prvenstvo Jugoslavije u nogometu 1935./36.
Sezona Državnog prvenstva 1935./36. bila je trinaesta sezona nacionalnog nogometnog natjecanja u Kraljevini Jugoslaviji. Natjecateljski sustav bio je dvostruki kup sustav. Pobijedio je beogradski BSK, koji je obranio naslov. Lanjski doprvak, beogradska Jugoslavija, nije sudjelovala u završnom natjecanju.

Najviše pogodaka postigao je Jožef Velker iz novosadskog NAK-a s 8 postignutih pogodaka.
Ove sezone ponovno je promijenjen sustav natjecanja u nacionalnoj ligi. Ovoga puta odlučeno je da se umjesto lige igra po dvostrukom kup sustavu te da sudjeluju svi prvaci saveza. Struja klubova bojkotirala je ovaj sustav (prvenstveno iz Zagrebačkog i Splitskog podsaveza) i zalagala se za ligu u kojoj bi igrale najbolje momčadi iz Kraljevine. Ipak, prevagnula je struja u savezu koja je odlučila igrati po kup sustavu. Zbog toga su prvaci Zagrebačkog podsaveza (HŠK Concordia iz Zagreba) i Splitskog podsaveza (JSK Hajduk iz Splita) odustali (bojkotirali), pa su njihovi protivnici automatski prošli u iduću fazu natjecanja.
U natjecanju su sudjelovali prvaci podsaveza, a inače je prvenstvo trebalo biti igrano kao dvokružna liga osam klubova koji su već odigrali kvalifikacije, ali su poništene, a odlkukom JNS-a je promijenjen sustav natjecanja.
Završno natjecanje je također bilo okrnjeno time što nisu sudjelovali ni zagrebački klubovi Građanski, ni HAŠK niti beogradska Jugoslavija.
SK Jugoslavija, HAŠK Zagreb, Concordia Zagreb, Hajduk Split, BASK Beograd i Građanski Zagreb odigrali su međusobno natjecanje: Jugokup 1936.

## Poništene kvalifikacije
Tijekom jeseni 1935. igrane su kvalifikacije za Državno prvenstvo. Klubovi su se natjecali u pet skupina.
- Prva grupa: Jugoslavija (Beograd) 11, BSK (Beograd) 10, Radnički (Kragujevac) 9, Grđanski (Niš) 7, Slavija (Skoplje) 3 boda
- Druga grupa: BASK (Beograd) 16, Vojvodina (Novi Sad) 8, ŽAK (Subotica) 8, Sparta (Zemun) 6, ŽAK (Velika Kikinda) 1 bod.
- Treća grupa: Hajduk (Split) 10, Hajduk (Sarajevo) 8, Slavija (Sarajevo) 5, Osvit (Šibenik) 1 bod.
- Četvrta grupa: Concorida (Zagreb) 11, Slavija (Osijek) 7, Krajišnik (Banjaluka) 3, Grafičar (Osijek) 3 boda.
- Peta grupa: Građanski (Zagreb) 7, Ilirija (Ljubljana) 7, HAŠK (Zagreb) 6, Primorje (Ljubljana) 4 boda.

Na Državno prvenstvo izravno su se plasirali prvaci skupina: Jugoslavija, BASK, Hajduk, Concorida i Građanski, drugoplasirani iz Prve skupine i Pete skupine BSK i Ilirija.

Osmi član tražen je kroz dodatne kvalifikacije, treći iz Pete skupine i prvak Pokrajine Zagrebačkog nogometnog podsaveza, te pobjednik s drugim iz Treće skupine. Rezultati: Slavija (Varaždin) – HAŠK 2:3, 0:0, Hajduk (Sarajevo) – HAŠK 1:3, 1:2. Pobijedio je HAŠK.

Na Skupštini JNS 15. prosinca 1935. kvalifikacije su poništene i odlučeno je da se provede novi sustav.

## Sudionici
Sezona je donijela povratak kup-sustava u kojem su se protivnici morali sučeliti u dvije utakmice. Prvaci 14 podsaveza sudjelovali su u prvenstvu. Zbog neslaganja s ovakvim načinom natjecanja prvaci Zagrebačkog i Splitskog podsaveza su odustali od natjecanja.
| Podsavez      | Prvenstvo | Prvak         | Grad       | Stadion                           |
| ------------- | --------- | ------------- | ---------- | --------------------------------- |
| Beogradski    | 1935./36. | BSK           | Beograd    | Igralište BSK-a                   |
| Zagrebački    | 1935./36. | HŠK Concordia | Zagreb     | Stadion Concordije                |
| Splitski      | 1936.     | JSK Hajduk    | Split      | Stari plac                        |
| Ljubljanski   | 1935./36. | SK Ljubljana  | Ljubljana  | Igralište ob Tyrševi cesti        |
| Sarajevski    | 1935./36. | SK Slavija    | Sarajevo   | Igralište na Marindvoru           |
| Subotički     | 1935./36. | ŽAK           | Subotica   | Igralište "Dudova šuma"           |
| Osječki       | 1935./36. | JSK Slavija   | Osijek     | Igralište kraj Drave              |
| Skopski       | 1935./36. | Građanski SK  | Skoplje    | Igralište Građanskog              |
| Novosadski    | 1935./36. | NAK           | Novi Sad   | Igralište NAK-a                   |
| Petrovgradski | 1935./36. | ŽAK           | V. Kikinda | Igralište ŽAK-a                   |
| Niški         | 1935./36. | SK Građanski  | Niš        | Igralište SK Pobede               |
| Cetinjski     | 1935./36. | JŠK Crnogorac | Cetinje    | Igralište kraj Higijenskog zavoda |
| Kragujevački  | 1935./36. | SK Radnički   | Kragujevac | Igralište SK Građanskog           |
| Banjalučki    | 1935./36. | GSK Krajišnik | Banja Luka | Igralište Ban Kujundžić           |

## Natjecanje

### Osmina završnice
Nezadovoljni formatom turnira Concordia i Hajduk odustali su od natjecanja.
| Prva momčad          | Ukupno | Druga momčad      | 1. utakmica 7. 6. 1936. | 2. utakmica 14. 6. 1936. |
| -------------------- | ------ | ----------------- | ----------------------- | ------------------------ |
| Ljubljana            | n/o    | Concordia Zagreb  | n/o                     | n/o                      |
| ŽAK Subotica         | 2:5    | Slavija Osijek    | 0:1                     | 2:4                      |
| ŽAK V. Kikinda       | 3:7    | NAK Novi Sad      | 0:4                     | 3:3                      |
| Krajišnik Banja Luka | n/o    | Hajduk Split      | n/o                     | n/o                      |
| Radnički Kragujevac  | 2:6    | BSK Beograd       | 1:2                     | 1:4                      |
| Crnogorac Cetinje    | 4:5    | Slavija Sarajevo  | 3:3                     | 1:2                      |
| Građanski Niš        | 2:5    | Građanski Skoplje | 2:1                     | 0:4                      |

### Četvrtzavršnica
| Prva momčad                                     | Ukupno | Druga momčad     | 1. utakmica 21. 6. 1936. | 2. utakmica 28. 6. 1936. |
| ----------------------------------------------- | ------ | ---------------- | ------------------------ | ------------------------ |
| Krajišnik Banja Luka                            | 2:7    | Ljubljana        | 1:3                      | 1:4                      |
| Slavija Osijek                                  | 0:6    | NAK Novi Sad     | 0:4                      | 0:2                      |
| Građanski Skoplje                               | 3:11   | Slavija Sarajevo | 2:1                      | 1:10                     |
| BSK Beograd (ždrijebom izravno u poluzavršnicu) |        |                  |                          |                          |

### Poluzavršnica
| Prva momčad  | Ukupno | Druga momčad     | 1. utakmica 5. 7. 1936. | 2. utakmica 19. 7. 1936. |
| ------------ | ------ | ---------------- | ----------------------- | ------------------------ |
| BSK Beograd  | 6:2    | Ljubljana        | 3:1                     | 3:1                      |
| NAK Novi Sad | 2:4    | Slavija Sarajevo | 1:1                     | 1:3                      |

### Završnica
| Prva momčad      | Ukupno | Druga momčad | 1. utakmica 26. 7. 1936. | 2. utakmica 2. 8. 1936. |
| ---------------- | ------ | ------------ | ------------------------ | ----------------------- |
| Slavija Sarajevo | 0:1    | BSK Beograd  | 0:1                      | 0:0                     |

## Prvaci
BSK (trener: Antal Nemes)
- Franjo Glaser
- Đorđe Popović
- Predrag Radovanović
- Milorad Mitrović
- Milorad Arsenijević
- Ivan Stevović
- Gustav Lechner
- Aleksandar Tirnanić
- Slavko Šurdonja
- Blagoje Marjanović
- Đorđe Vujadinović
- Vojin Božović
- Svetislav Glišović

## Statistika

### Ljestvica strijelaca
| Pl. | Ime                  | Klub                | Broj pogodaka |
| --- | -------------------- | ------------------- | ------------- |
| 1.  | Jožef Velker         | NAK (Novi Sad)      | 8             |
| 2.  | Milan Rajlić         | Slavija (Sarajevo)  | 6             |
| 3.  | Florijan Matekalo    | Slavija (Sarajevo)  | 5             |
| 3.  | Svetozar Atanacković | Građanski (Skoplje) | 5             |
| 5.  | Đorđe Vujadinović    | BSK (Beograd)       | 4             |
| 5.  | Blagoje Marjanović   | BSK (Beograd)       | 4             |
| 5.  | Slavko Divčić        | Slavija (Sarajevo)  | 4             |
| 5.  | Josip Bertoncelj     | Ljubljana           | 4             |
| 9.  | Ivan Pezić           | Slavija (Sarajevo)  | 3             |

### Klubovi
Pojašnjenje: Ime i prezime igrača (broj nastupa u sezoni/broj golova u sezoni). Igrači su poredani prema poziciji u momčadi od golmana do napadača, a potom i po broju nastupa.
- BSK (Beograd)

Trener: Branislav "Brana" Veljković

Đorđe Popović 3/0, Franjo Glaser 3/0, Milorad (I) Mitrović 5/0, Predrag Radovanović 5/0, Milorad Arsenijević 6/0, Gustav Lechner 6/0, Ivan Stevović 3/0, Bruno Knežević 3/0, Svetislav Glišović 6/1, Vojin Božović 6/1, Blagoje Marjanović 5/4, Aleksandar Tirnanić 4/1, Slavko Šurdonja 4/2, Jovan Nikolić 3/0, Đorđe Vujadinović 3/4, Radivoj Božič 1/0
- Slavija (Sarajevo)

Trener: Risto Šošić

Mihovil Krstulović 7/0, Mustafa Čolpa 1/0, Slavko Zagorac 8/0, Zdravko Pavlić 8/0, Vojislav Marjanović 8/0, Blažo Đurović 8/0, Vojin Vidović 2/0, Petar Manola 8/1, Franjo Krajnc 8/0, Milan Rajlić 8/6, Florijan Matekalo 7/5, Slavko Divčić 6/4, Ivan Pezić 5/3, Slavko Marić 3/1, Radivoj Vučić 1/0
- NAK (Novi Sad)

Trener: Károly Nemes

Arpad Gegeš 4/0, Jovan Šoven 2/0, Franz Müller 6/0, Andras Kurunczi 5/1, Jozef Buzgo 1/0, Janoš Buzgo 1/0, Ferenc Kotrba 6/0, Friedrich Haas 6/0, Ludwig Haller 1/0, Aleksandar Burai 1/0, Jožef Velker 6/8, Jožef Fabijan 6/1, Laszlo Frank 6/1, Karl Lerch 5/1, János Thurzó 5/2, Steffen Haller 4/0, Eugen Lerch 1/1
- SK Ljubljana (Ljubljana)

Trener: Gábor Obitz (Mađarska)

Peter Logar 4/0, Vinko Jug 4/0, Stanko Bertoncelj 2/0, Viktor Hassl 2/0, Julij Sȍčan 4/0, Vladimir Kukanja 3/0, Ludovik Žitnik 2/0, Herman Slamič 1/0, Vilibald Lah 1/0, Avgust Repotočnik 4/2, Alojzij Jež 4/2, Ivan Zemljič 4/1, Josip Bertoncelj 4/4, Josip Janežič 3/0, Aleksander Lah 2/0
- Slavija (Osijek)

Trener: August Teisl

Matija Kveštek 3/0, Franjo Gajčević 1/0, Dušan Kosić 4/0, Milan (I) Adamović 4/0, Georgije Isajlović 4/0, Stjepan Dejanović 4/0, Antun Kolar 4/0, Dragutin Schulz 4/1, Vojislav Korkut 4/1, Julio Gergec 4/0, Vladimir Eger 4/2, Adam Mesaroš 3/1, Ivan Slošić 1/0
- Građanski (Skoplje)

Trener: Dragoslav "Dača" Stanišić & Vladimir Kujundžić

Nisim Baruh 4/0, Borivoje Štaklević 4/0, Aleksandar Jovanović 4/0, Radomir Ristić 4/0, Aleksandar Štaklević 3/0, Strahinja Banović 3/0, Blagoje Simonović 2/0, Vladeta Rajković 4/0, Rastko Aranđelović 4/1, Svetozar Atanacković 4/5, Jovan (II) Cvetković 4/1, Konstantin Čemerikić 4/1
- Krajišnik (Banja Luka)

Trener: Milorad Zakić

Milorad Zakić 2/0, Vojislav Davidović 2/0, Ranko Kasalović 2/0, Dimitrije Marić 2/0, Mehmed Jakić 2/0, Vojislav Samardžija 1/0, Božidar Kačavenda 1/0, Arsen Ljubibratić 2/0, Aleksandar Mastela 2/1, Petar (I) Cvetković 2/0, Zvonimir Kurtović 2/0, Ivica Bilić 1/0, Vladislav Beljanski 1/1
- Građanski (Niš)

Trener: Rade Vučković

Nikola Beneš 2/0, Dobrivoje Đorđević 2/0, Aleksandar Milosavljević 1/0, Sava Branković 1/0, Dobrosav Stanković 2/0, Ratomir Vučković 2/0, Branislav Ristić 2/0, Miodrag Ristić 2/0, Jovan Stamenković 2/0, Ivan Jovanović 2/0, Jovan Tričković 2/2, Borivoje Stanojević 1/0, Ivan Stanković 1/0
- Crnogorac (Cetinje)

Trener: Mihailo Tatar

Dušan Đurković 1/0, Zvonimir Pavlenić 1/0, Mića Perović 2/0, Rajko Ivanović 1/0, Mihailo Vukčević 1/0, Savo Kršić 2/0, Momčilo Martinović 1/0, Petar Ogrizović 1/0, Mihailo Aleksić 1/0, Vladimir Božović 1/0, Milutin Pajević 2/0, Vladimir Vukčević 2/2, Vasilije Mugoša 2/0, Žarko Tatar 2/0, Ilija Jovićević 2/2
- ŽAK (Velika Kikinda)

Trener: Kosta Arva

Branko Čudanov 2/0, Lazar Knežev 2/0, Johan Wilhelm 1/0, Josif Wilhelm 2/0, Milorad Todorović 1/0, Andraš Roža 1/0, Đerđ Biro 1/0, Petar Lisul 2/1, Adam Červenski 2/1, Dragutin Lacković 2/1, Miloš Kljajić 2/0, Stanoje Dragić 2/0, Borivoj Stepanov 1/0, Živa Kecić 1/0
- ŽAK (Subotica)

Trener: Radivoj Šibalić

Matija Hanak 2/0, Bogoljub Papić 2/0, Franjo Kenjereš 2/0, Gojko Janjić 2/0, Stjepan Matijević 1/0, Julije Hegediš 1/0, Aleksandar Zvekan 1/0, Bela Mirnić 1/0, Stevan Barna 2/0, Dušan Raičković 2/1, Lazar Bogešić 2/0, Mihajlo Kečkeš 1/0, Franja Vujković 1/0, Josip Dajčle 1/1, Vladimir Šajković 1/0
- Radnički (Kragujevac)

Trener: Veljko Ristić

Milorad (II) Mitrović 2/0, Jovan Janković 2/0, Milan (II) Adamović 2/0, Ljubomir Milovanović 2/0, Jovan Morenović 2/0, Milutin Dinić 2/0, Jeremija Nikolić 2/1, Stanoje Damjanović 2/0, Simeon Nikolić 2/1, Sava Stanojević 2/0, Dragoljub Dekić 2/0

## Vanjske poveznice
- RSSSF: Yugoslavia List of Topscorers
- RSSSF: Yugoslavia List of Final Tables
- RSSSF: sezona 1935./36.
- exyufudbal: Državno prvenstvo 1936.
- exyufudbal: Kvalifikacije i podsavezna prvenstva: 1935./36.
- fsgzrenjanin: SISTEM TAKMIČENJA U KRALJEVINI JUGOSLAVIJI
- claudionicoletti: KINGDOM OF YUGOSLAVIA 1931-1940